# Skourgon

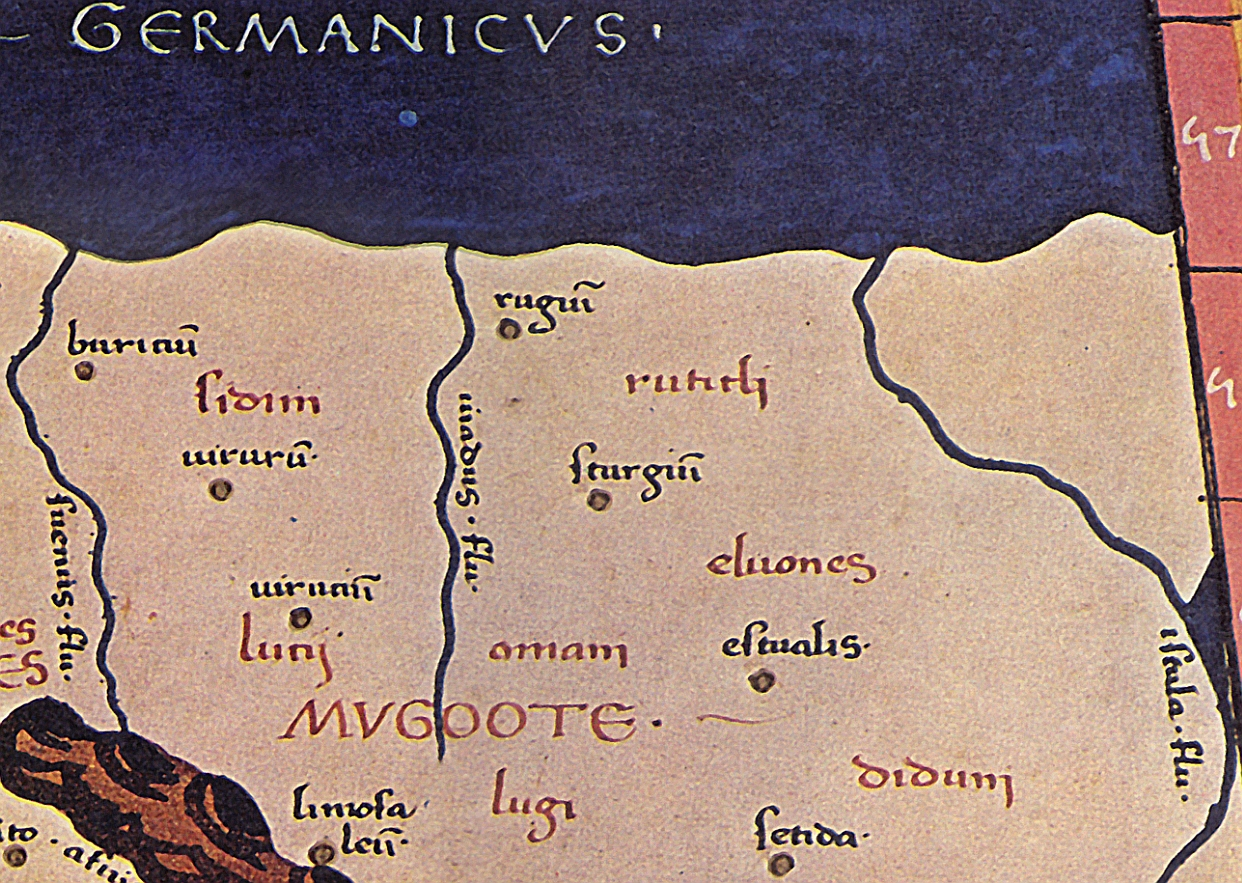
Lage von Skourgon nach Ptolemaios

Skourgon (altgriechisch Σκοῦργον; lateinisch Scurgum) ist ein Ortsname, der von Ptolemaios in seinem um das Jahr 150 erstellten Koordinatenwerk Geographia (Ptolemaios 2, 11, 12) als einer der im nördlichen Germanien, in der Nähe der Meeresküste liegenden Orte (πόλεις) mit 43° 00′ Länge (ptolemäische Längengrade) und 55° 00′ nördliche Breite angegeben wird. Skourgon liegt damit nach Ptolemaios landeinwärts zwischen Rougion und Askaulis.

## Lokalisation
Theodor Steche schlägt vor, Skourgon an einem Übergang über die Brda (Brahe) bei Chojnice (Konitz)▼ in Pommern zu lokalisieren. Die Brda – die bei Bydgoszcz in die untere Weichsel mündet – verbindet auf dem Wasserweg Skourgon mit Askaulis, dem nächsten ptolemäischen Ort, der sicher bei Bydgoszcz (Osielsko▼) lokalisiert wird. Ein interdisziplinäres Forscherteam um Andreas Kleineberg, das die ptolemäischen Koordinaten von 2006 bis 2009 neu untersuchte und interpretierte, transformierte die antiken Koordinaten zu Skourgon und lokalisiert, Steche folgend, den antiken Ort ebenfalls auf dem Gebiet bei Chojnice. Skourgon lag demnach vermutlich – so Kleineberg und sein Team – am Hellweg, einer wichtigen West-Ost-Route in der Germania magna.
Nach Emanuel Šimek war Skourgon eine Station auf einer Route von Carnuntum über Brigetio und Kalamantia bis zur Weichselmündung in die Ostsee. Hingegen sucht Günther Christian Hansen Skourgon bei Skórcz (Skurz) in der Woiwodschaft Pommern im Norden Polens. Der Vorschlag von Jan Nepomuk Sadowski aber lautet, Skourgon bei Czersk in Westpreußen zu lokalisieren.